# U-Bahnhof Herrnhütte
Der U-Bahnhof Herrnhütte (Abkürzung: HH) ist der 35. U-Bahnhof der Nürnberger U-Bahn und wurde am 27. Januar 1996 eröffnet. Er ist 835 m vom U-Bahnhof Nordostbahnhof und 945 m vom U-Bahnhof Ziegelstein entfernt. An den Bahnhof schließt sich Richtung Röthenbach eine Abstell- und Kehranlage bis zum U-Bahnhof Nordostbahnhof an. Bis zum 27. November 1999 war er Endbahnhof für die Linie U2. Täglich wird er von rund 11.600 Fahrgästen genutzt (Mo–Fr, 2019).
Der Nürnberger Stadtteil Herrnhütte wurde 1554 erstmals erwähnt und ist nach den dortigen Ziegelhütten benannt. Herrnhütte gehörte seit 1818 zur Gemeinde Ziegelstein, die im Jahre 1920  nach Nürnberg eingemeindet wurde.

## Lage

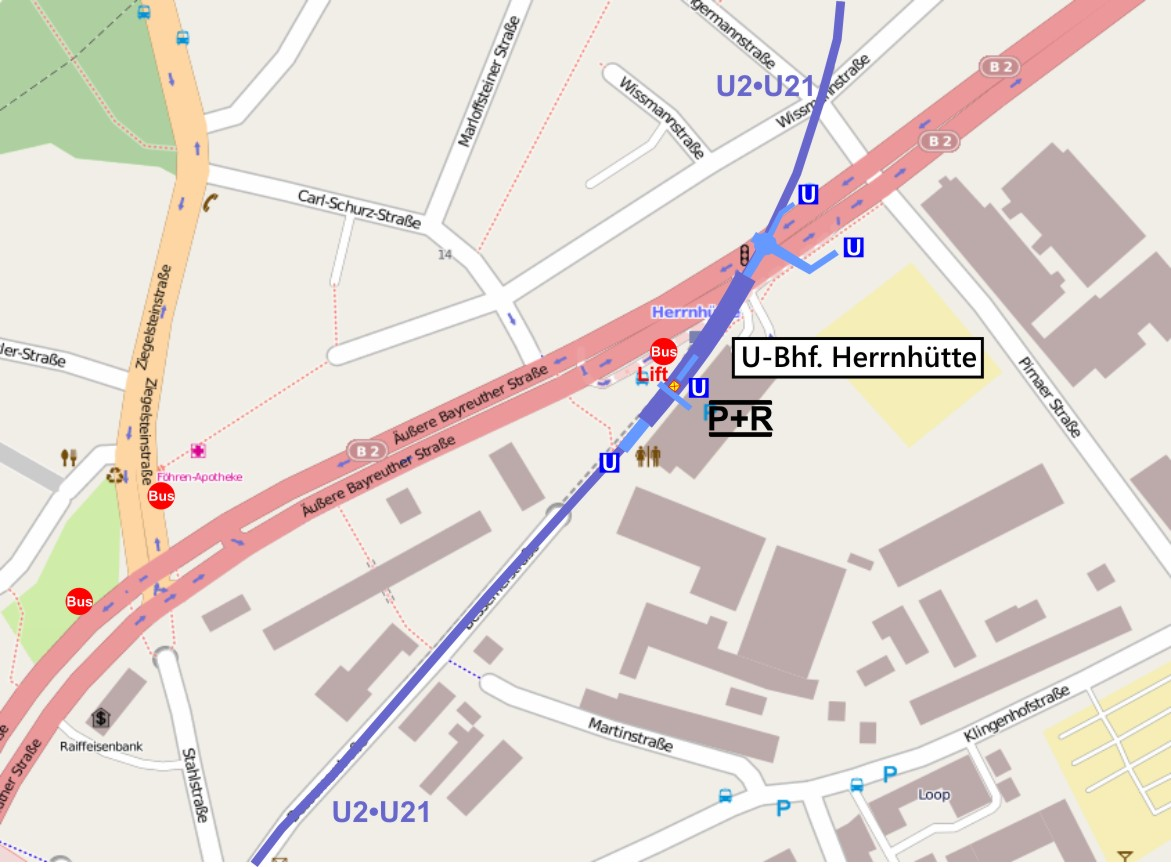
Lageplan U-Bahnhof Herrnhütte

Der Bahnhof befindet sich im Nürnberger Stadtteil Klingenhof und damit östlich des Stadtteils Herrnhütte. Der Bahnhof erstreckt sich unterirdisch in Nord-Süd-Richtung unter der Bessemer- und Äußeren Bayreuther Straße. Von den insgesamt drei Bahnsteigaufgängen führen der südliche und der mittlere direkt an die Oberfläche zur Bessemerstraße und zur Bushaltestelle Herrnhütte. Der nördliche Aufgang führt in ein Verteilergeschoss und von dort aus zur Nord- und Südseite der Äußeren Bayreuther Straße. Der Aufzug verbindet die Bahnsteigebene mit der Straßenebene und den Parkdecks des Park-and-Ride-Parkhauses.

## Bauwerk und Architektur
Das Bahnhofsbauwerk ist 263 m lang, 15 m breit und 10 m tief (eineinhalbfache Tiefenlage). Die Bauarbeiten dafür begannen am 1. Juni 1992 und wurden in offener Bauweise mit Berliner Verbau ausgeführt. Der Straßenverkehr der Äußeren Bayreuther Straße wurde während der Bauzeit über eine Hilfsbrücke über die Baugrube hinweggeführt. Für die Pendler aus dem Einzugsgebiet der Bundesstraße 2 wurde ein Park-and-Ride-Parkhaus mit 500 Stellplätzen südlich des Bahnhofs errichtet.
Die Architektur des Bahnhofs ist an die in Herrnhütte zwischen 1554 und 1794 angesiedelten Ziegelhütte der Reichsstadt Nürnberg angelehnt. Die Bahnsteigwände sind mit Spiegel- und Ziegelflächen verkleidet, die die Fahrzeugdynamik durch  zu- und abnehmende Flächen aufgreifen.

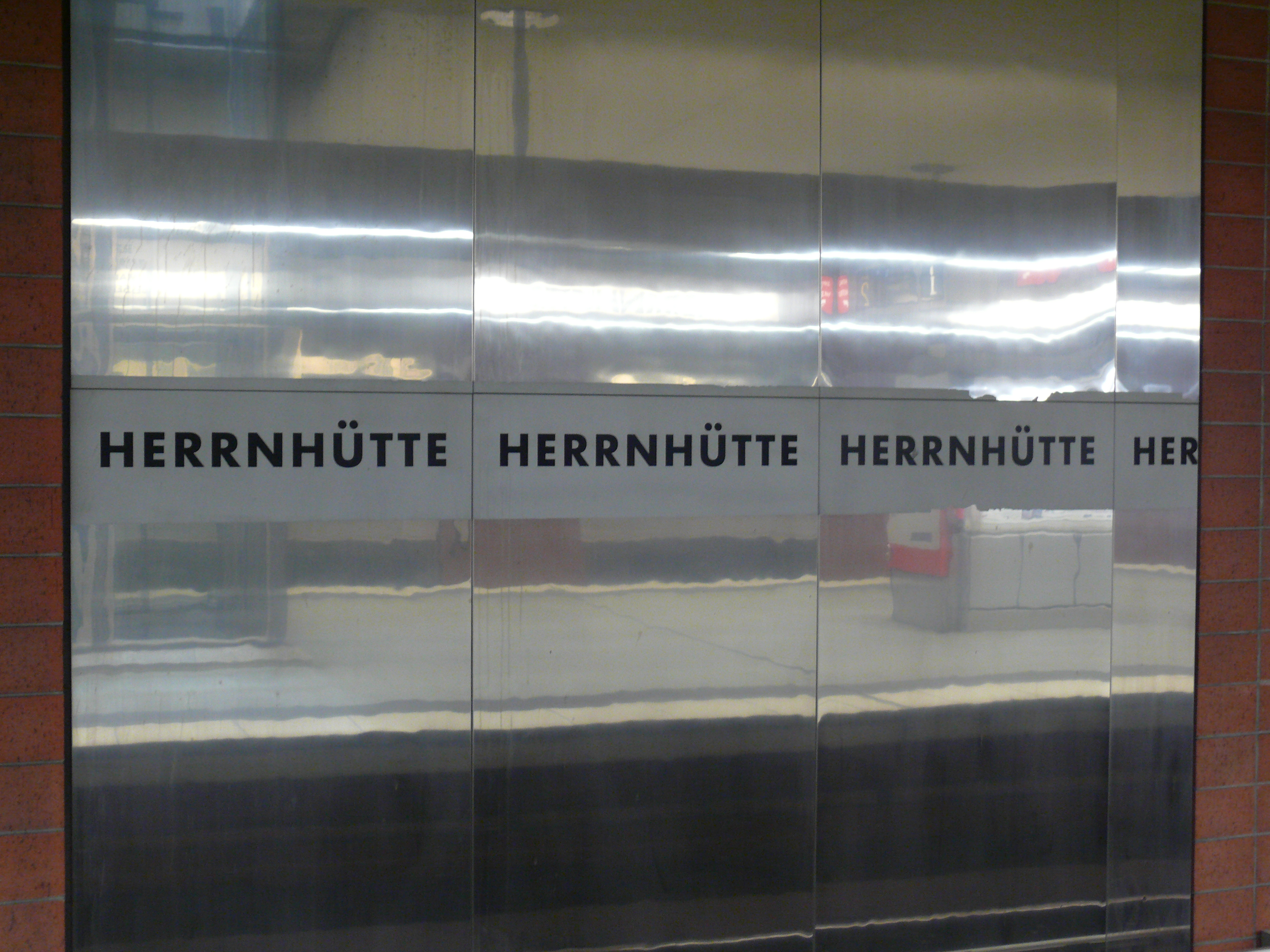
Stationsname an den Bahnsteigwänden
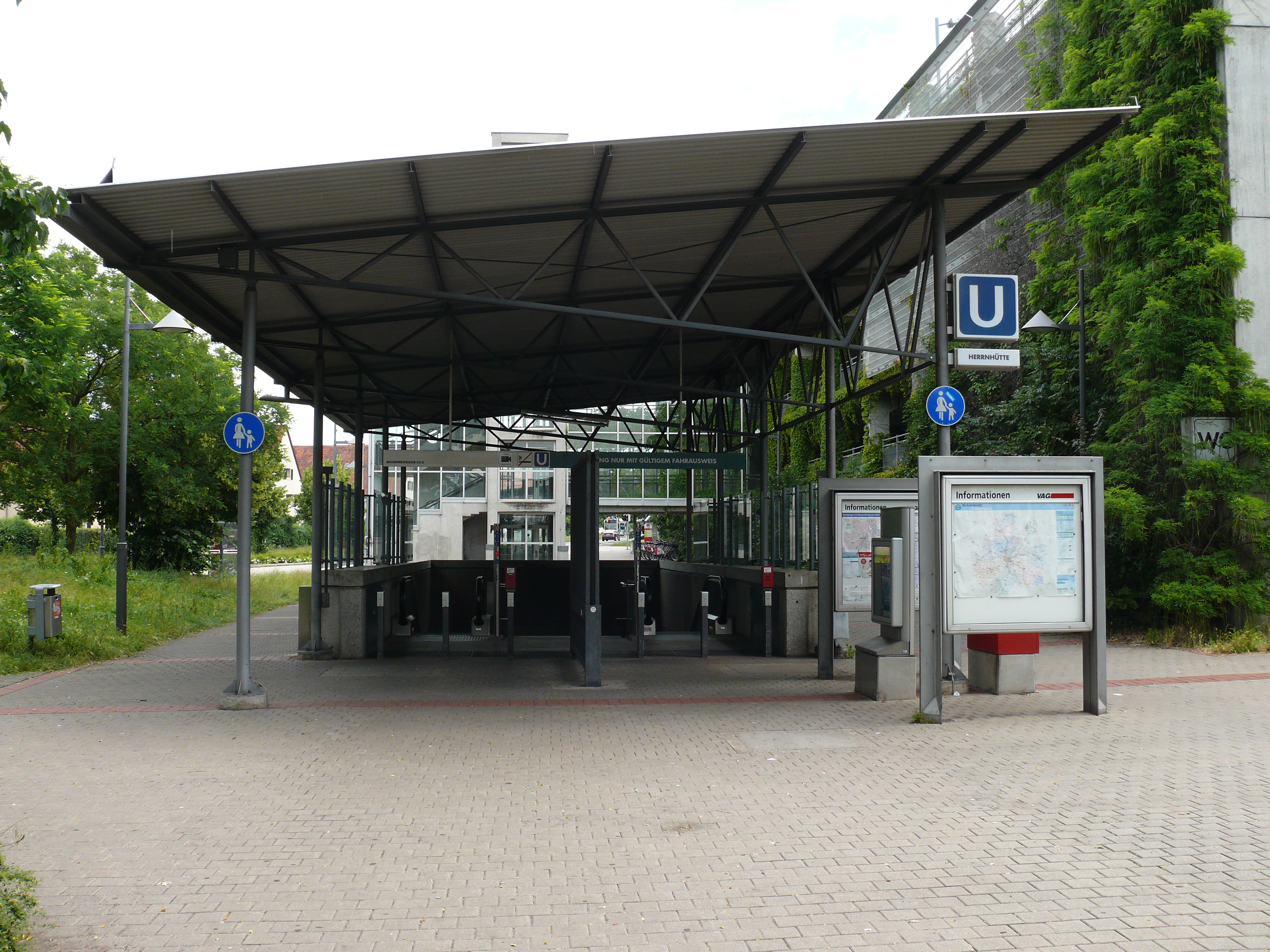
Zugang an der Oberfläche
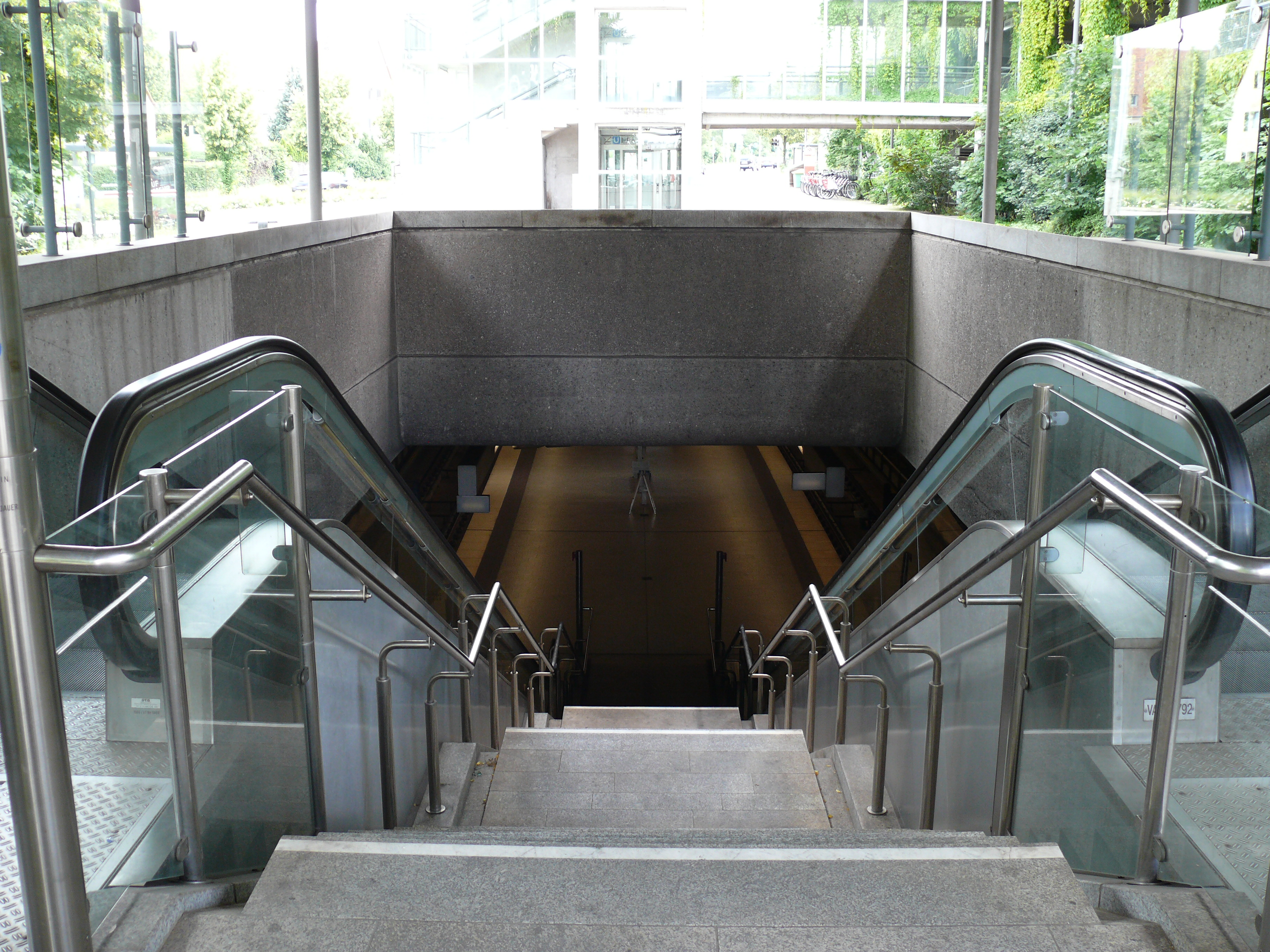
Blick von der Oberfläche auf die Bahnsteigebene
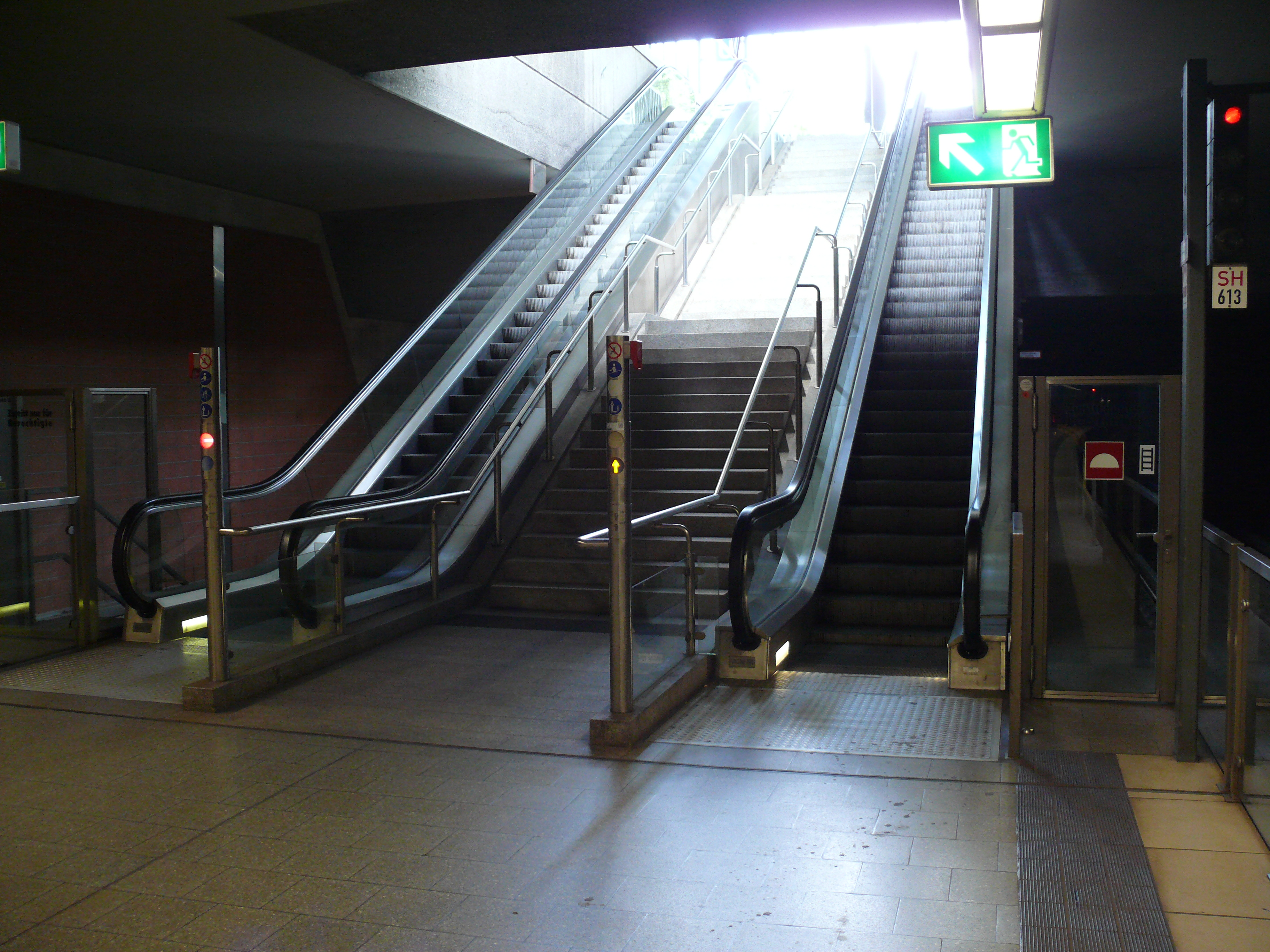
Aufgang von der Bahnsteigebene zur Oberfläche
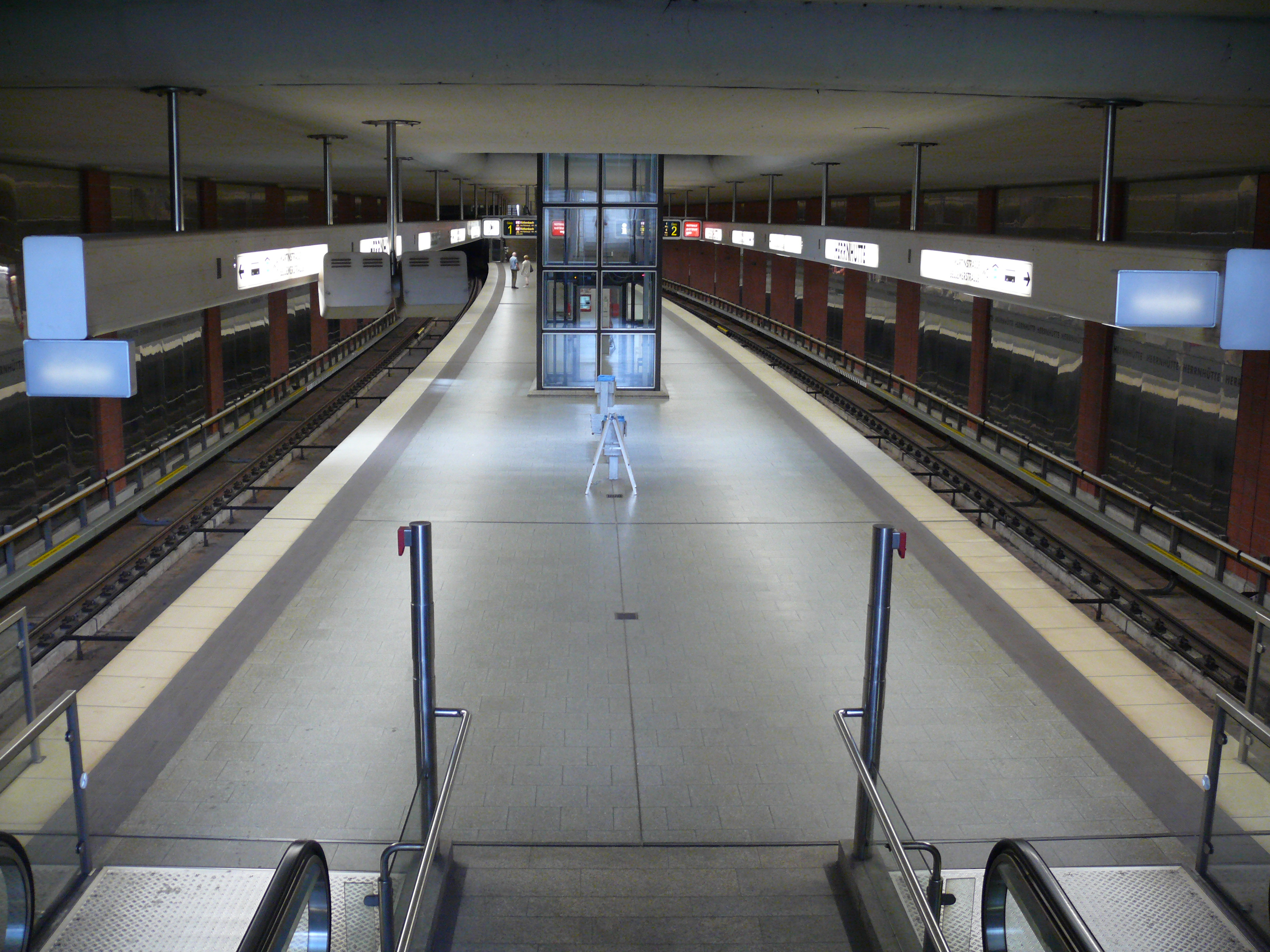
Bahnsteigebene Übersicht
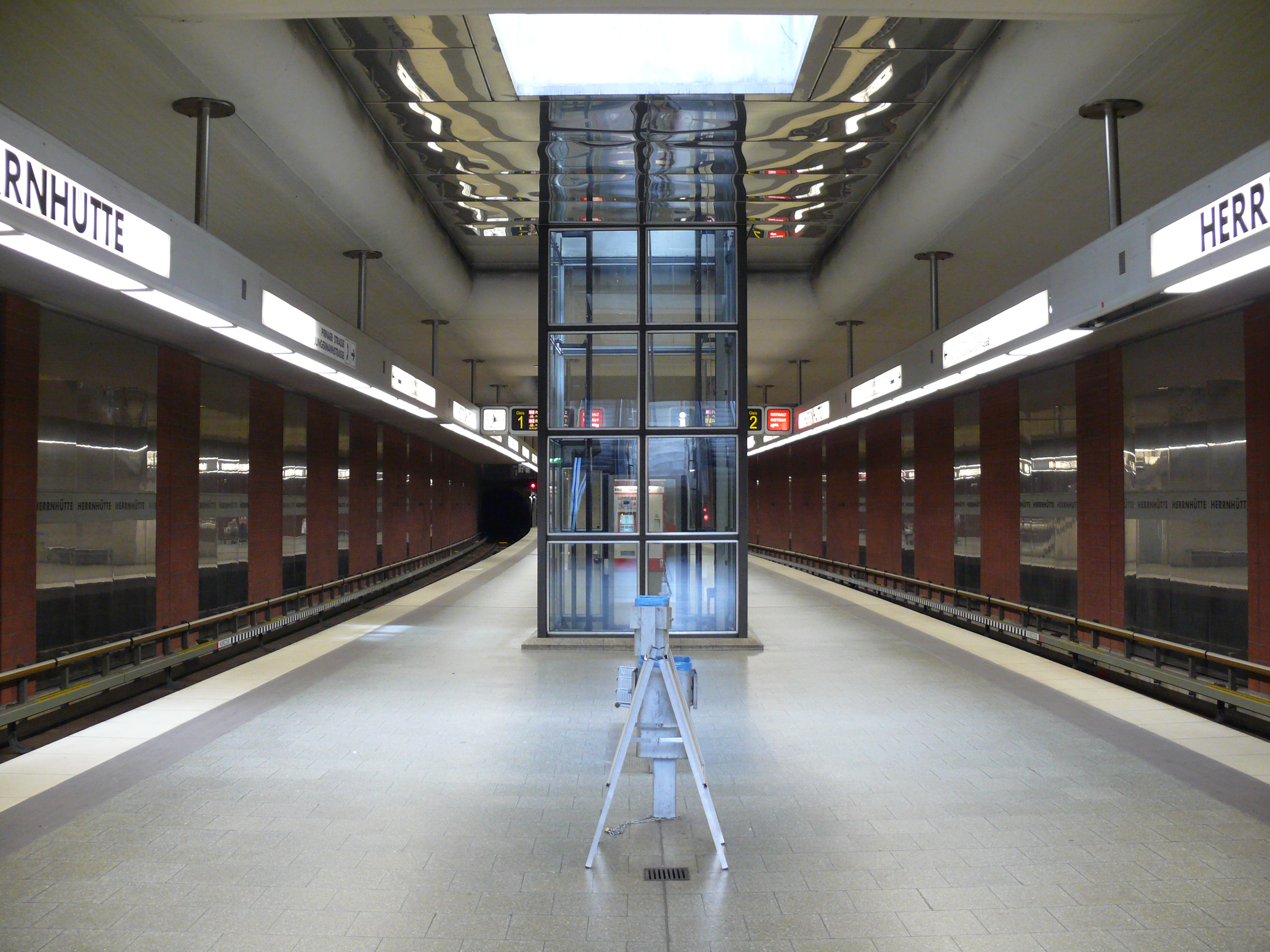
Aufzug sowie die ab- und zunehmenden Spiegelflächen

## Linien
| Linie | Verlauf | Takt                                                   |
| ----- | --- | ------------------------------------------------------ |
| U2    | Röthenbach – Hohe Marter – Schweinau – St. Leonhard – Rothenburger Straße – Plärrer – Opernhaus – Hauptbahnhof – Wöhrder Wiese – Rathenauplatz – Rennweg – Schoppershof – Nordostbahnhof – Herrnhütte – Ziegelstein – Flughafen Stand: Fahrplanwechsel Dezember 2023 | 5 min 3–4 min (zur HVZ) 10 min (Ziegelstein–Flughafen) |

Der Bahnhof wird von der U-Bahn-Linie U2 bedient. An der Bushaltestelle Herrnhütte halten die Stadtbuslinien 30, 31 und 32 sowie die Linie 212. Am Wochenende verkehrt auch die Nachtbuslinie N1.